# 底格里斯河紋胸鮡
底格里斯河紋胸鮡，為輻鰭魚綱鯰形目鮡科的其中一種，為亞熱帶淡水魚類，分布於亞洲底格里斯河及幼發拉底河流域，棲息在底中層水域，生活習性不明。

## 扩展阅读
維基物種上的相關：底格里斯河紋胸鮡